# Maison Dom-Ino

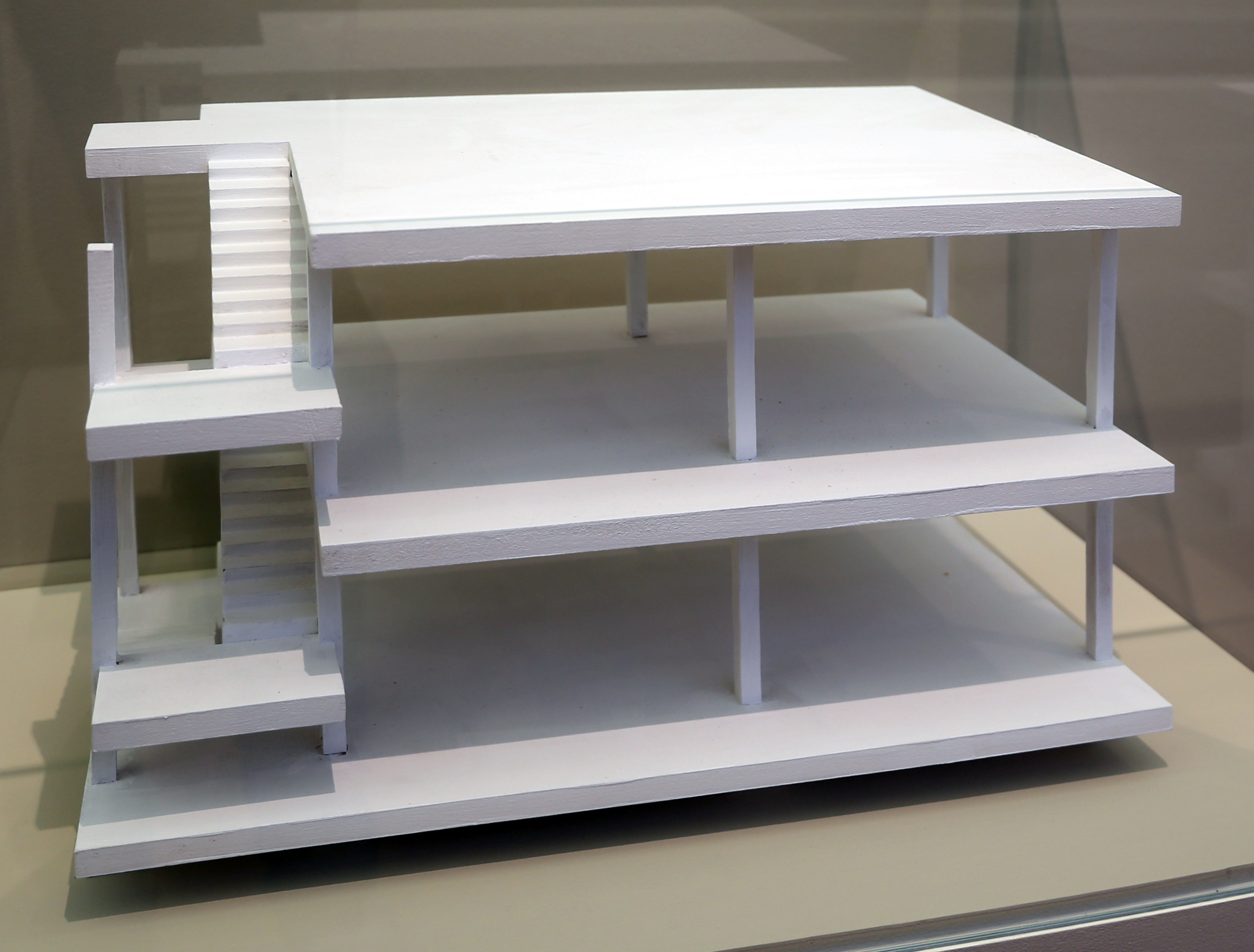
Modellino della Maison Dom-Ino esposto al Gemeentemuseum Den Haag

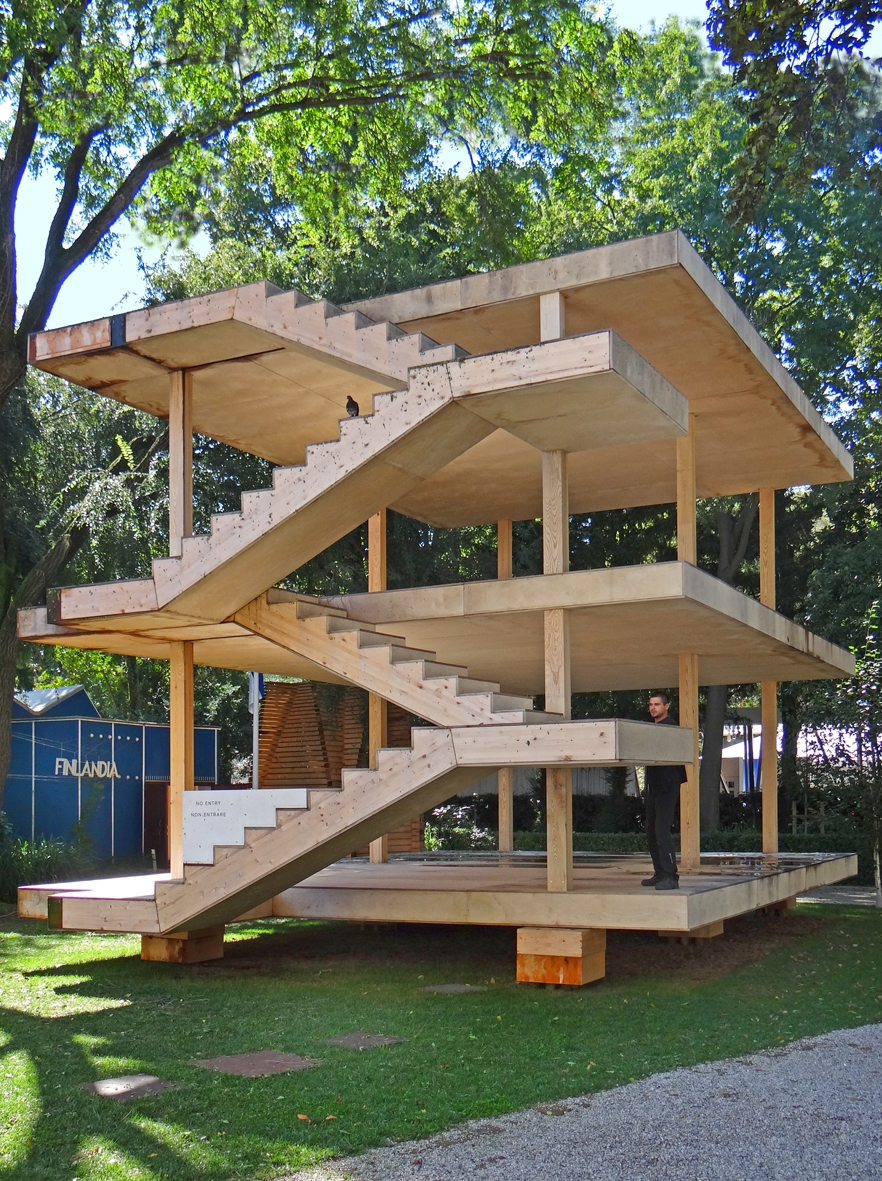
Riproduzione in legno della Maison Dom-Ino esposta alla Biennale di Venezia del 2014

La maison Dom-Ino è un progetto elaborato dall'architetto Le Corbusier nel 1914 per favorire la ricostruzione edilizia al termine della prima guerra mondiale, con la filosofia di impiegare pochi mesi per rifondare le città distrutte ipotizzando una casa in cemento armato «dove i solai erano lastre sospese sui pilastri».

## Descrizione
Nel 1914, stimolato dalle prime distruzioni belliche avvenute nelle Fiandre e dalla necessità sempre più pressante di dover provvedere alla ricostruzione del patrimonio edilizio distrutto, Le Corbusier - il quale, come ricordato dal critico Bruno Zevi, era un «maniaco di codificazioni [...] categorico assertore di schemi, ansioso di primeggiare, più che per l'eccellenza dei risultati poetici, per geniale chiarezza metodologica» - decise di proporre un sistema costruttivo talmente semplice da risultare quasi scontato: a questo prototipo diede il nome di «progetto Dom-Ino», combinando le parole Domus [casa] e Innovation [innovazione] ed evocando, con un arguto gioco di parole, la possibilità di estendere le logiche aggregative delle tessere del domino agli organismi edilizi.
Il sistema proposto da Le Corbusier si basa su una «struttura-ossatura» in cemento armato elementarmente composta da tre solai rettangolari sostenuti da sei esilissimi pilastri, arretrati rispetto al filo della facciata e discendenti in maniera netta, rigorosa sino ai plinti di fondazione (atti anche a distaccare emblematicamente la fabbrica dal suolo) e raccordati da una scala integrata nella struttura. Questa matrice strutturale, se opportunamente completata con pareti perimetrali e tramezzature, consentiva una «totale indipendenza e riproducibilità degli elementi» (Manfredo Tafuri), potendo porsi come elemento abitativo indipendente o, alternativamente, come un'unità modulare sistematicamente aggregabile, nel pieno rispetto della libertà progettuale dell'architetto. L'intera struttura era ovviamente da concepirsi in cemento armato, materiale costruttivo tra i più radicalmente innovativi tra quelli offerti dall'industria edilizia del primo Novecento. Le Corbusier rielaborò l'intuizione, in questo stadio puramente teorica, della maison Dom-Ino nei progetti della casa Ribot (1923) o del complesso residenziale di Lège (1924). Secondo il critico Marco Biraghi, tuttavia, il valore del progetto Dom-Ino è leggibile soprattutto in virtù del suo carattere programmatico:
(Marco Biraghi)